# Поль Погба
Поль Лабі́ль Погба́ (фр. Paul Labile Pogba; нар. 15 березня 1993, Ланьї-сюр-Марн, Франція) — французький футболіст гвінейського походження.
Погба почав свою футбольну кар'єру в аматорських клубах Парижа «Руассі-ан-Брі» та «Торсі», після чого 2007 року приєднався до професійного клубу «Гавр». За цей клуб Поль виступав протягом двох років, доки не перебрався до Англії, де став виступати за «Манчестер Юнайтед». Після трьох років, проведених у складі «Юнайтед», за які він провів лише 7 матчів за основну команду, в липні 2012 року перейшов у італійський «Ювентус» на правах  вільного агента. Саме в «Юве» молодий футболіст став по-справжньому знаменитим. За чотири роки, влітку 2016, Погба повернувся до Манчестера, що коштувало МЮ рекордні для світового трансферного ринку 110 мільйонів євро.
Автор переможного голу Чемпіонату світу 2018 року, фіналіст Євро-2016 у складі збірної Франції.

## Клубна кар'єра

### Ранні роки
Поль розпочав свою футбольну кар'єру в 6 років, граючи в школі клубу «Руассі-ан-Брі», що знаходилася на відстані кількох миль від його рідного містечка. Відігравши там 7 сезонів, він приєднався до «Торсі», де провів 1 сезон, причому грав він як капітан. Пізніше його помітили селекціонери клубу «Гавр», до якого він перейшов 2007 року. Його чудова гра за молодіжний склад «Гавра» привернула увагу провідних клубів Європи — англійських «Арсенала» і «Ліверпуля», а також італійського «Ювентуса».

### «Манчестер Юнайтед»
6 жовтня 2009 року трансфер Погба в «Манчестер Юнайтед» був офіційно узгодженим. Вперше Поль одягнув футболку «червоних дияволів», граючи за юнацьку команду (до 18 років) в матчі проти «Кру Александра». Дебют для молодого француза виявився не дуже вдалим — його команда зазнала поразки із рахунком 2:1. У листопаді 2010 року Погба отримав запрошення в резервну команду клубу «Манчестер Юнайтед», за яку дебютував 2 листопада 2010 року в матчі проти «Болтон Вондерерс», що завершився перемогою для манчестерського клубу з рахунком 3:1. З тих пір Поль успішно виступав у складі академії «Юнайтед», виходячи на поле з перших хвилин і нерідко забиваючи голи.
19 лютого 2011 року Погба та 3 інші гравці клубної академії були дозаявлені головним тренером «Манчестер Юнайтед» сером Алексом Фергюсоном в основний склад перед грою 5 раунду «Кубка Англії» проти «Кровлі Таун». Перед матчем Поль отримав 42 номер. Правда, в цьому матчі він так і не вийшов на поле, просидівши всю гру на лаві запасних. Його дебют в основній команді МЮ, причому з перших же хвилин, відбувся 20 вересня 2011 року в матчі Кубка Футбольної ліги проти «Лідс Юнайтед». 25 жовтня він провів свій другий матч за «Юнайтед» у матчі 4 раунду  Кубка ліги проти «Олдершот Таун».

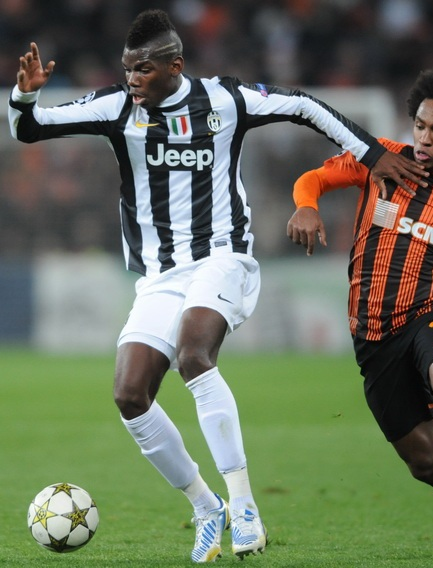
Поль Погба у складі «Ювентуса». 6 грудня 2012

31 січня 2012 року Поль дебютував за «Юнайтед» у  Прем'єр-лізі в матчі проти «Сток Сіті», вийшовши на заміну замість Чичаріто. 11 березня провів свій другий матч у Прем'єр-лізі, замінивши Пола Скоулза в грі проти клубу «Вест Бромвіч Альбіон».
3 липня 2012 року головний тренер «Манчестер Юнайтед» сер Алекс Фергюсон повідомив, що Погба більше не є гравцем «червоних дияволів» у зв'язку із закінченням свого контракту і небажанням підписувати нову угоду з клубом.

### «Ювентус»
27 липня 2012 року Поль пройшов медобстеження в «Ювентусі», а 3 серпня трансфер був офіційно завершеним, коли стало відомо про те, що Погба підписав із «Юве» чотирирічний контракт. Вже 1 серпня француз дебютував за новий клуб у товариському матчі проти «Бенфіки», замінивши на 78 хвилині Андреа Пірло. В офіційних матчах за «Ювентус» Поль дебютував у Серії А, в матчі проти «К'єво». 20 жовтня 2012 року, вийшовши на заміну в грі проти «Наполі», француз забив свій перший гол за «зебр» у матчі, що закінчився перемогою «Юве» з рахунком 2:0. 19 січня 2013 року Погба вперше в житті відзначився дублем, причому дуже ефектним, забивши в домашньому матчі проти «Удінезе» два дивовижних гола. 10 березня 2013 року Поль Погба знову відзначився, віддавши гольову передачу на Емануеле Джаккеріні в матчі проти «Катанії». Погба став другим гравцем в історії «Ювентуса», який забив п'ять і більше м'ячів у Серії A віці 19 років (першим був Алессандро Дель П'єро)
5 травня 2013 року Погба в матчі Серії А здійснив плювок в бік захисника «Палермо» Сальваторе Ароніки, за що був дискваліфікований до кінця сезону.

### Повернення до «Манчестер Юнайтед»
Новопризначений тренер «Манчестер Юнайтед» Жозе Моурінью домігся повернення гравця в англійський клуб за рекордну у світі (2016) суму трансферу у €110 млн (£89 млн). Погба підписав з Манчестер Юнайтед п'ятирічний контракт з опцією продовження ще на один рік. Цей перехід назвали «Pogback».
У чемпіонаті Англії 2018/19 Погба став ключовим гравцем «Манчестер Юнайтед». Він — найкращим у клубі за забитими м'ячами (13) та результативними передачами (9), лідер команди за кількістю ударів і передач.
У червні 2019 р. видання Marca повідомило про бажання 26-річного Погба перейти до мадридського «Реала». Він назвав виступи за «королівський клуб» мрією будь-якого футболіста. Зазначалося, що «МЮ» виступив проти трансферу та включив француза до заявки на матчі передсезонного турне.
Протягом літа 2019 ЗМІ неодноразово заявляли про інтерес головного тренера «Реала» Зінедіна Зідана до кандидатури Погба. 18 липня стало відомо, що керівництво клубу попросило французького тренера почекати із запрошенням півзахисника, але за два дні Зінедін Зідан прокоментував виданню AS чутки так: «Деталями поділитися не можу, але у „Реала“ є план з приводу Погба». У 2024 отримав дискваліфікацію на чотири роки за вживання допінгу. Дискваліфікація розпочалася 11 вересня 2023 року, коли Погба вперше (спочатку — тимчасово) був усунений від участі в офіційних змаганнях.

### «Монако»
28 червня 2025 року Погба підписав контракт з «Монако» до 30 червня 2027 року.

### Статистика клубних виступів
Станом на 19 квітня 2022 року
| Сезон                         | Команда                       | Чемпіонат                     | Чемпіонат | Чемпіонат | Національний кубок | Національний кубок | Національний кубок | Континентальні кубки | Континентальні кубки | Континентальні кубки | Інші змагання | Інші змагання | Інші змагання | Усього | Усього |
| Сезон                         | Команда                       | Ліга                          | Ігор      | Голів     | Ліга               | Ігор               | Голів              | Ліга                 | Ігор                 | Голів                | Ліга          | Ігор          | Голів         | Ігор   | Голів  |
| ----------------------------- | ----------------------------- | ----------------------------- | --------- | --------- | ------------------ | ------------------ | ------------------ | -------------------- | -------------------- | -------------------- | ------------- | ------------- | ------------- | ------ | ------ |
| 2011–12                       | «Манчестер Юнайтед»           | ПЛ                            | 3         | 0         | КА+КЛ              | 0+3                | 0                  | ЛЧ+ЛЄ                | 0+1                  | 0                    | СА            | 0             | 0             | 7      | 0      |
| 2012–13                       | «Ювентус»                     | A                             | 27        | 5         | КІ                 | 2                  | 0                  | ЛЧ                   | 8                    | 0                    | СІ            | 0             | 0             | 37     | 5      |
| 2013–14                       | «Ювентус»                     | A                             | 36        | 7         | КІ                 | 0                  | 0                  | ЛЧ+ЛЄ                | 6+8                  | 0+1                  | СІ            | 1             | 1             | 51     | 9      |
| 2014–15                       | «Ювентус»                     | A                             | 26        | 8         | КІ                 | 4                  | 1                  | ЛЧ                   | 10                   | 1                    | СІ            | 1             | 0             | 41     | 10     |
| 2015–16                       | «Ювентус»                     | A                             | 35        | 8         | КІ                 | 5                  | 1                  | ЛЧ                   | 8                    | 1                    | СІ            | 1             | 0             | 49     | 10     |
| Усього за «Ювентус»           | Усього за «Ювентус»           | Усього за «Ювентус»           | 124       | 28        |                    | 11                 | 2                  |                      | 40                   | 3                    |               | 3             | 1             | 178    | 34     |
| 2016–17                       | «Манчестер Юнайтед»           | ПЛ                            | 30        | 5         | КА+КЛ              | 2+4                | 0+1                | ЛЄ                   | 15                   | 3                    | СА            | 0             | 0             | 51     | 9      |
| 2017–18                       | «Манчестер Юнайтед»           | ПЛ                            | 27        | 6         | КА+КЛ              | 3+1                | 0                  | ЛЧ                   | 5                    | 0                    | СУ            | 1             | 0             | 37     | 6      |
| 2018–19                       | «Манчестер Юнайтед»           | ПЛ                            | 35        | 13        | КА+КЛ              | 3+0                | 1+0                | ЛЧ                   | 9                    | 2                    | -             | -             | -             | 47     | 16     |
| 2019–20                       | «Манчестер Юнайтед»           | ПЛ                            | 16        | 1         | КА+КЛ              | 2+1                | 0                  | ЛЄ                   | 3                    | 0                    | -             | -             | -             | 22     | 1      |
| 2020–21                       | «Манчестер Юнайтед»           | ПЛ                            | 26        | 3         | КА+КЛ              | 2+3                | 0+1                | ЛЧ+ЛЄ                | 5+6                  | 0+2                  | -             | -             | -             | 42     | 6      |
| 2021–22                       | «Манчестер Юнайтед»           | ПЛ                            | 20        | 1         | КА+КЛ              | 1+0                | 0                  | ЛЧ                   | 6                    | 0                    | -             | -             | -             | 27     | 1      |
| Усього за «Манчестер Юнайтед» | Усього за «Манчестер Юнайтед» | Усього за «Манчестер Юнайтед» | 157       | 29        |                    | 25                 | 3                  |                      | 50                   | 7                    |               | 1             | 0             | 233    | 39     |
| Усього за кар'єру             | Усього за кар'єру             | Усього за кар'єру             | 281       | 57        |                    | 36                 | 5                  |                      | 90                   | 10                   |               | 4             | 1             | 411    | 73     |

## Збірна Франції
На міжнародній арені Погба представляє збірну Франції на всіх її рівнях, відповідно до віку. Разом з юнацькою збірною країни він їздив як капітан на ЮЧЄ-2012, що проходив в Естонії, зайнявши на турнірі 3-е місце і забивши 2 м'ячі в 4 зіграних матчах чемпіонату. У складі збірної Франції відправився на чемпіонат світу 2014 року, там був важливою фігурою в команді Дідьє Дешама і був визнаний найкращим молодим футболістом турніру.
За два роки був ключовим півзахисником французів на домашньому для них чемпіонату Європи 2016 року, на якому вони дійшли фіналу змагання, проте здобули лише «срібло». Відіграв повністю усі сім матчів збірної на континентальній першості.
Переможець чемпіонату світу 2018 року.

### Статистика виступів за збірні
Станом на 29 березня 2022 року
| Дата       | Місто            | Господарі            | Результат               | Гості                | Турнір                                    | Голи | Примітки  |
| ---------- | ---------------- | -------------------- | ----------------------- | -------------------- | ----------------------------------------- | ---- | --------- |
| 22-3-2013  | Сен-Дені         | Франція              | 3 – 1                   | Грузія               | Відбір до ЧС 2014                         | -    |           |
| 26-3-2013  | Сен-Дені         | Франція              | 0 – 1                   | Іспанія              | Відбір до ЧС 2014                         | -    | 77', 78'  |
| 10-9-2013  | Гомель           | Білорусь             | 2 – 4                   | Франція              | Відбір до ЧС 2014                         | 1    |           |
| 11-10-2013 | Париж            | Франція              | 6 – 0                   | Австралія            | товариський матч                          | -    | 63'       |
| 15-10-2013 | Сен-Дені         | Франція              | 3 – 0                   | Фінляндія            | Відбір до ЧС 2014                         | -    |           |
| 15-11-2013 | Київ             | Україна              | 2 – 0                   | Франція              | Відбір до ЧС 2014                         | -    |           |
| 19-11-2013 | Сен-Дені         | Франція              | 3 – 0                   | Україна              | Відбір до ЧС 2014                         | -    |           |
| 5-3-2014   | Сен-Дені         | Франція              | 2 – 0                   | Нідерланди           | товариський матч                          | -    | 81'       |
| 27-5-2014  | Сен-Дені         | Франція              | 4 – 0                   | Норвегія             | товариський матч                          | 1    | 45'       |
| 1-6-2014   | Ніцца            | Франція              | 1 – 1                   | Парагвай             | товариський матч                          | -    |           |
| 8-6-2014   | Лілль            | Франція              | 8 – 0                   | Ямайка               | товариський матч                          | -    | 71'       |
| 15-6-2014  | Порту-Алегрі     | Франція              | 3 – 0                   | Гондурас             | ЧС 2014 - 1-й етап                        | -    | 57'       |
| 20-6-2014  | Салвадор         | Швейцарія            | 2 – 5                   | Франція              | ЧС 2014 - 1-й етап                        | -    | 63'       |
| 25-6-2014  | Ріо-де-Жанейро   | Еквадор              | 0 – 0                   | Франція              | ЧС 2014 - 1-й етап                        | -    |           |
| 30-6-2014  | Бразиліа         | Франція              | 2 – 0                   | Нігерія              | ЧС 2014 - 1/8 фіналу                      | 1    |           |
| 4-7-2014   | Ріо-де-Жанейро   | Франція              | 0 – 1                   | Німеччина            | ЧС 2014 - чвертьфінал                     | -    |           |
| 4-9-2014   | Сен-Дені         | Франція              | 1 – 0                   | Іспанія              | товариський матч                          | -    |           |
| 7-9-2014   | Белград          | Сербія               | 1 – 1                   | Франція              | товариський матч                          | 1    | 72' - 74' |
| 11-10-2014 | Сен-Дені         | Франція              | 2 – 1                   | Португалія           | товариський матч                          | 1    |           |
| 14-10-2014 | Єреван           | Вірменія             | 0 – 3                   | Франція              | товариський матч                          | -    | 46'       |
| 14-11-2014 | Ренн             | Франція              | 1 – 1                   | Албанія              | товариський матч                          | -    |           |
| 18-11-2014 | Марсель          | Франція              | 1 – 0                   | Швеція               | товариський матч                          | -    |           |
| 13-6-2015  | Ельбасан         | Албанія              | 1 – 0                   | Франція              | товариський матч                          | -    | 46'       |
| 4-9-2015   | Лісабон          | Португалія           | 0 – 1                   | Франція              | товариський матч                          | -    |           |
| 7-9-2015   | Бордо            | Франція              | 2 – 1                   | Сербія               | товариський матч                          | -    |           |
| 13-11-2015 | Сен-Дені         | Франція              | 2 – 0                   | Німеччина            | товариський матч                          | -    |           |
| 17-11-2015 | Лондон           | Англія               | 2 – 0                   | Франція              | товариський матч                          | -    | 46'       |
| 25-3-2016  | Амстердам        | Нідерланди           | 1 – 2                   | Франція              | товариський матч                          | -    | 87'       |
| 29-3-2016  | Сен-Дені         | Франція              | 4 – 2                   | Росія                | товариський матч                          | -    | 70'       |
| 30-5-2016  | Нант             | Франція              | 3 – 2                   | Камерун              | товариський матч                          | -    | 65'       |
| 4-6-2016   | Лонжвіль-ле-Мец  | Франція              | 3 – 0                   | Шотландія            | товариський матч                          | -    |           |
| 10-6-2016  | Сен-Дені         | Франція              | 2 – 1                   | Румунія              | ЧЄ 2016 - 1-й етап                        | -    | 77'       |
| 15-6-2016  | Марсель          | Франція              | 2 – 0                   | Албанія              | ЧЄ 2016 - 1-й етап                        | -    | 46'       |
| 19-6-2016  | Лілль            | Швейцарія            | 0 – 0                   | Франція              | ЧЄ 2016 - 1-й етап                        | -    |           |
| 26-6-2016  | Ліон             | Франція              | 2 – 1                   | Ірландія             | ЧЄ 2016 - 1/8 фіналу                      | -    |           |
| 3-7-2016   | Сен-Дені         | Франція              | 5 – 2                   | Ісландія             | ЧЄ 2016 - чвертьфінал                     | 1    |           |
| 7-7-2016   | Марсель          | Німеччина            | 0 – 2                   | Франція              | ЧЄ 2016 - півфінал                        | -    |           |
| 10-7-2016  | Сен-Дені         | Португалія           | 1 – 0 д.ч.              | Франція              | ЧЄ 2016 - Фінал                           | -    | 115'      |
| 1-9-2016   | Барі             | Італія               | 1 – 3                   | Франція              | товариський матч                          | -    |           |
| 6-9-2016   | Борисов (місто)  | Білорусь             | 0 – 0                   | Франція              | Відбір до ЧС 2018                         | -    |           |
| 7-10-2016  | Сен-Дені         | Франція              | 4 – 1                   | Болгарія             | Відбір до ЧС 2018                         | -    |           |
| 10-10-2016 | Амстердам        | Нідерланди           | 0 – 1                   | Франція              | Відбір до ЧС 2018                         | 1    | 79'       |
| 11-11-2016 | Сен-Дені         | Франція              | 2 – 1                   | Швеція               | Відбір до ЧС 2018                         | 1    | 90'       |
| 15-11-2016 | Ленс             | Франція              | 0 – 0                   | Кот-д'Івуар          | товариський матч                          | -    | 46'       |
| 2-6-2017   | Ренн             | Франція              | 5 – 0                   | Парагвай             | товариський матч                          | -    | 46'       |
| 9-6-2017   | Стокгольм        | Швеція               | 2 – 1                   | Франція              | Відбір до ЧС 2018                         | -    | 65'       |
| 13-6-2017  | Сен-Дені         | Франція              | 3 – 2                   | Англія               | товариський матч                          | -    |           |
| 31-8-2017  | Сен-Дені         | Франція              | 4 – 0                   | Нідерланди           | Відбір до ЧС 2018                         | -    |           |
| 3-9-2017   | Тулуза           | Франція              | 0 – 0                   | Люксембург           | Відбір до ЧС 2018                         | -    | 80'       |
| 23-3-2018  | Сен-Дені         | Франція              | 2 – 3                   | Колумбія             | товариський матч                          | -    | 65'       |
| 27-3-2018  | Санкт-Петербург  | Росія                | 1 – 3                   | Франція              | товариський матч                          | 1    |           |
| 28-5-2018  | Сен-Дені         | Франція              | 2 – 0                   | Ірландія             | товариський матч                          | -    | 77'       |
| 1-6-2018   | Ніцца            | Франція              | 3 – 1                   | Італія               | товариський матч                          | -    | 87'       |
| 9-6-2018   | Ліон             | Франція              | 1 – 1                   | США                  | товариський матч                          | -    |           |
| 16-6-2018  | Казань           | Франція              | 2 – 1                   | Австралія            | ЧС 2018 - груповий етап                   | -    |           |
| 21-6-2018  | Єкатеринбург     | Франція              | 1 – 0                   | Перу                 | ЧС 2018 - груповий етап                   | -    | 86' 89'   |
| 30-6-2018  | Казань           | Франція              | 4 – 3                   | Аргентина            | ЧС 2018 - 1/8 фіналу                      | -    |           |
| 6-7-2018   | Нижній Новгород  | Уругвай              | 0 – 2                   | Франція              | ЧС 2018 - Чвертьфінал                     | -    |           |
| 10-7-2018  | Санкт-Петербург  | Франція              | 1 – 0                   | Бельгія              | ЧС 2018 - Півфінал                        | -    |           |
| 15-7-2018  | Москва           | Франція              | 4 – 2                   | Хорватія             | ЧС 2018 - Фінал                           | 1    |           |
| 6-9-2018   | Мюнхен           | Німеччина            | 0 – 0                   | Франція              | Ліга націй УЄФА 2018—2019 - груповий етап | -    |           |
| 9-9-2018   | Париж            | Франція              | 2 – 1                   | Нідерланди           | Ліга націй УЄФА 2018—2019 - груповий етап | -    |           |
| 11-10-2018 | Генгам           | Франція              | 2 – 2                   | Ісландія             | товариський матч                          | -    | 67'       |
| 16-10-2018 | Сен-Дені         | Франція              | 2 – 1                   | Німеччина            | Ліга націй УЄФА 2018—2019 - груповий етап | -    |           |
| 22-3-2019  | Кишинів          | Молдова              | 1 – 4                   | Франція              | Відбір до ЧЄ 2020                         | -    |           |
| 25-3-2019  | Сен-Дені         | Франція              | 4 – 0                   | Ісландія             | Відбір до ЧЄ 2020                         | -    |           |
| 4-6-2019   | Нант             | Франція              | 2 – 0                   | Болівія              | товариський матч                          | -    |           |
| 8-6-2019   | Конья            | Туреччина            | 2 – 0                   | Франція              | Відбір до ЧЄ 2020                         | -    |           |
| 11-6-2019  | Андорра-ла-Велья | Андорра              | 0 – 4                   | Франція              | Відбір до ЧЄ 2020                         | -    | 81'       |
| 7-10-2020  | Сен-Дені         | Франція              | 7 – 1                   | Україна              | товариський матч                          | -    | 59'       |
| 11-10-2020 | Сен-Дені         | Франція              | 0 – 0                   | Португалія           | Ліга націй УЄФА 2020—2021 - груповий етап | -    |           |
| 14-10-2020 | Загреб           | Хорватія             | 1 – 2                   | Франція              | Ліга націй УЄФА 2020—2021 - груповий етап | -    | 74' 90+1' |
| 11-11-2020 | Сен-Дені         | Франція              | 0 – 2                   | Фінляндія            | товариський матч                          | -    | 57'       |
| 14-11-2020 | Лісабон          | Португалія           | 0 – 1                   | Франція              | Ліга націй УЄФА 2020—2021 - груповий етап | -    |           |
| 17-11-2020 | Сен-Дені         | Франція              | 4 – 2                   | Швеція               | Ліга націй УЄФА 2020—2021 - груповий етап | -    |           |
| 24-3-2021  | Сен-Дені         | Франція              | 1 – 1                   | Україна              | Відбір до ЧС 2022                         | -    | 63'       |
| 28-3-2021  | Астана           | Казахстан            | 0 – 2                   | Франція              | Відбір до ЧС 2022                         | -    | 60'       |
| 31-3-2021  | Сараєво          | Боснія і Герцеговина | 0 – 1                   | Франція              | Відбір до ЧС 2022                         | -    | 79'       |
| 2-6-2021   | Ніцца            | Франція              | 3 – 0                   | Уельс                | товариський матч                          | -    | 63'       |
| 8-6-2021   | Сен-Дені         | Франція              | 3 – 0                   | Болгарія             | товариський матч                          | -    |           |
| 15-6-2021  | Мюнхен           | Франція              | 1 – 0                   | Німеччина            | ЧЄ 2020 - груповий етап                   | -    |           |
| 19-6-2021  | Будапешт         | Угорщина             | 1 – 1                   | Франція              | ЧЄ 2020 - груповий етап                   | -    | 76'       |
| 23-6-2021  | Будапешт         | Португалія           | 2 – 2                   | Франція              | ЧЄ 2020 - груповий етап                   | -    |           |
| 28-6-2021  | Бухарест         | Франція              | 3 – 3 д.ч. (4 – 5 п.п.) | Швейцарія            | ЧЄ 2020 - 1/8 фіналу                      | 1    |           |
| 1-9-2021   | Сен-Дені         | Франція              | 1 – 1                   | Боснія і Герцеговина | Відбір до ЧС 2022                         | -    |           |
| 4-9-2021   | Київ             | Україна              | 1 – 1                   | Франція              | Відбір до ЧС 2022                         | -    |           |
| 7-9-2021   | Десін-Шарп'є     | Франція              | 2 – 0                   | Фінляндія            | Відбір до ЧС 2022                         | -    |           |
| 7-10-2021  | Турин            | Бельгія              | 2 – 3                   | Франція              | Ліга націй УЄФА 2020—2021 - Півфінал      | -    |           |
| 10-10-2021 | Мілан            | Іспанія              | 1 – 2                   | Франція              | Ліга націй УЄФА 2020—2021 - Фінал         | -    | 46'       |
| 25-3-2022  | Марсель          | Франція              | 2 – 1                   | Кот-д'Івуар          | товариський матч                          | -    | 89'       |
| 29-3-2022  | Вільнев-д'Аск    | Франція              | 5 – 0                   | ПАР                  | товариський матч                          | -    | 65'       |
| Усього     |                  | Матчів               | 91                      |                      | Голів                                     | 11   |           |

| Дата       | Місто              | Господарі | Результат             | Гості          | Турнір                                        | Голи | Примітки |
| ---------- | ------------------ | --------- | --------------------- | -------------- | --------------------------------------------- | ---- | -------- |
| 7-9-2012   | Ціньхуандао        | Франція   | 0 – 0                 | КНР            | Товариський матч                              | -    | кап.     |
| 9-9-2012   | Ціньхуандао        | Франція   | 3 – 1                 | Північна Корея | Товариський матч                              | 1    | кап. 71' |
| 11-9-2012  | Ціньхуандао        | Мексика   | 1 – 3                 | Франція        | Товариський матч                              | -    | кап.     |
| 13-11-2012 | Мон-де-Марсан      | Франція   | 2 – 1                 | Україна        | Товариський матч                              | -    | кап.     |
| 5-2-2013   | Кретей             | Франція   | 2 – 0                 | Португалія     | Товариський матч                              | -    | кап.     |
| 11-6-2013  | Роморантен-Лантене | Франція   | 3 – 1                 | Греція         | Товариський матч                              | 1    | кап. 84' |
| 14-6-2013  | Ам'єн              | Франція   | 2 – 2                 | Колумбія       | Товариський матч                              | 1    | кап.     |
| 21-6-2013  | Стамбул            | Франція   | 3 – 1                 | Гана           | Молодіжний чемпіонат світу 2013 - 1-й етап    | -    | кап. 37' |
| 24-6-2013  | Стамбул            | Франція   | 1 – 1                 | США            | Молодіжний чемпіонат світу 2013 - 1-й етап    | -    | кап. 83' |
| 2-7-2013   | Газіантеп          | Франція   | 4 – 1                 | Туреччина      | Молодіжний чемпіонат світу 2013 - 1/8 фіналу  | -    | кап.     |
| 6-7-2013   | Ризе               | Франція   | 4 – 0                 | Узбекистан     | Молодіжний чемпіонат світу 2013 - чвертьфінал | 1    | кап.     |
| 10-7-2013  | Бурса (місто)      | Франція   | 2 – 1                 | Гана           | Молодіжний чемпіонат світу 2013 - півфінал    | -    | кап.     |
| 13-7-2013  | Стамбул            | Франція   | 0 – 0 д.ч. (4-1 п.п.) | Уругвай        | Молодіжний чемпіонат світу 2013 - Фінал       | -    | кап. 61' |
| Усього     |                    | Матчів    | 13                    |                | Голів                                         | 4    |          |

## Стиль гри
Ще граючи в резервному складі «Манчестер Юнайтед», Погба серед решти гравців академії виділявся своєю технічністю, потужністю і креативністю. Поль також відзначається умінням добре обробити м'яч, володіє поставленим ударом з підкруткою.

## Досягнення
«Ювентус»

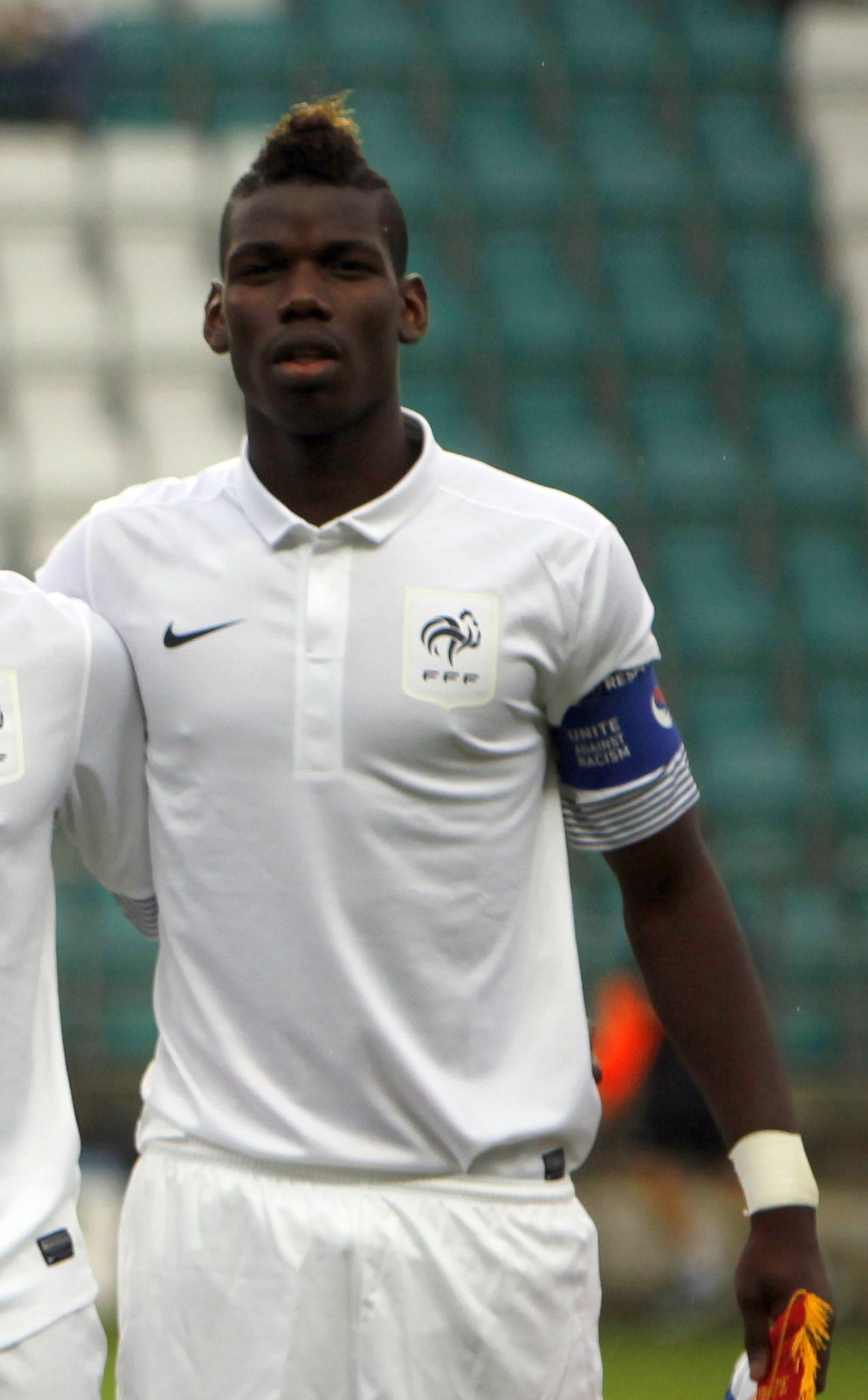
Поль Погба у складі юнацької збірної Франції. 12 липня 2012 року

- Чемпіон Італії: 2012–13, 2013–14, 2014–15, 2015–16
- Володар кубка Італії: 2014-15, 2015-16
- Володар Суперкубка Італії: 2013, 2015

«Манчестер Юнайтед»
- Володар Кубка Футбольної ліги: 2016-17
- Переможець Ліги Європи УЄФА: 2016–17

Молодіжна збірна Франції
- Чемпіон світу з футболу серед молодіжних команд (U-20): 2013

Національна збірна Франції
- Чемпіон світу: 2018
- Віце-чемпіон Європи: 2016
- Переможець Ліги націй УЄФА: 2021-22